# San Martín de Suarna
San Martín de Suarna és una parròquia i localitat del municipi gallec d'A Fonsagrada, a la província de Lugo.
Tenia l'any 2015 una població de 132 habitants agrupats en 11 entitats de població: Os Fornos da Cal, Llencias, Paradanova, Penamaior, Rozabragada, San Martín de Suarna, Silvela, O Vieiro, Vilagocende, Vilarín de Baxo i Vilarín de Riba.
Entre els seus llocs d'interès cal destacar la Seimeira de Vilagocende, una de les cascades més grans de Galícia, al riu Porteliña.